# Donji Maslarac
Donji Maslarac je naselje u Hrvatskoj u sastavu općine Sokolovca. Nalazi se u Koprivničko-križevačkoj županiji. 

## Zemljopis
Sjeverno su Brđani Sokolovački i Gornji Maslarac, sjeverozapadno su Mala Mučna, Srijem i Miličani, sjeveroistočno su Peščenik i Hudovljani, istočno su Rovištanci, jugoistočno je Križ Gornji, jugozapadno su Široko Selo i Ladislav Sokolovački.

## Stanovništvo
| broj stanovnika | 172   | 181   | 115   | 131   | 156   | 175   | 172   | 186   | 164   | 158   | 159   | 136   | 116   | 102   | 83    | 74    | 63    |
|                 | 1857. | 1869. | 1880. | 1890. | 1900. | 1910. | 1921. | 1931. | 1948. | 1953. | 1961. | 1971. | 1981. | 1991. | 2001. | 2011. | 2021. |